# Qualifications pour la Coupe du monde de rugby à XV 2011
Navigation
Qualifications Coupe du monde 2007 Qualifications Coupe du monde 2015
Les qualifications pour la Coupe du monde de rugby à XV 2011  mettent aux prises 81 équipes nationales de rugby à XV, afin de qualifier huit formations pour disputer, aux côtés des douze équipes qualifiées d’office, la phase finale qui aura lieu en Nouvelle-Zélande du 9 septembre au 23 octobre 2011.

## Qualifications

### Qualifiés d’office
Les trois premiers de chacune des poules du premier tour de la Coupe du monde 2007 sont qualifiés d’office pour l’édition 2011. Ces pré-qualifiés sont donc les nations suivantes :
- Nouvelle-Zélande, quart de finaliste 2007 et pays organisateur
- Afrique du Sud, Championne du monde 2007
- Angleterre, finaliste de la Coupe du monde  2007
- Argentine, 3e de la Coupe du monde 2007
- France, 4e de la Coupe du monde 2007
- Australie, quart de finaliste 2007
- Écosse, quart de finaliste 2007
- Fidji, quart de finaliste 2007
- Irlande, 3e de sa poule
- Italie, 3e de sa poule
- Pays de Galles, 3e de sa poule
- Tonga, 3e de sa poule

### Autres qualifiés
Huit places sont à attribuer par le biais des qualifications continentales, puis de repêchages. 81 équipes participent aux phases de qualifications pour distinguer les huit autres participants. Les équipes sont originaires de cinq continents : Afrique, Amérique, Asie, Europe et Océanie. Deux places qualificatives sont accordées à l’Europe et à l’Amérique, une à l’Asie, à l’Afrique et à l’Océanie. La huitième place se joue via des matches de barrage.
Les qualifiées sont :
- Namibie, qualifiée no 1 de la zone Afrique
- Canada,  qualifié no 1 de la zone Amériques
- États-Unis, qualifiés no 2 de la zone Amériques
- Japon, qualifié no 1 de la zone Asie
- Géorgie, qualifiée no 1 de la zone Europe
- Russie, qualifiée no 2 de la zone Europe
- Samoa, qualifiés no 1 de la zone Océanie
- Roumanie, qualifiée no 1 des barrages

### Afrique
L'Afrique du Sud, vainqueur en 2007, est automatiquement qualifiée. Les autres équipes s'affrontent pour le compte de la Coupe d'Afrique 2008-2009 qui sert aussi de phase de qualification pour la Coupe du monde. 
Liste des participants aux qualifications :
| - Botswana - Cameroun - Côte d'Ivoire - Kenya |  | - Madagascar - Maroc - Namibie - Nigeria - Ouganda |  | - Sénégal - Eswatini - Tunisie - Zambie - Zimbabwe |

La Namibie se qualifie directement et la Tunisie obtient de jouer les barrages.

### Amériques
L'Argentine, troisième de la Coupe du monde de rugby à XV 2007, est automatiquement qualifiée. Les équipes de la zone Amériques s'affrontent dans une phase de qualification organisée en quatre tours. Les deux premières équipes du tour final sont qualifiées pour l'épreuve finale, et la troisième dispute un tournoi de repêchage contre une équipe africaine, une équipe européenne et une équipe asiatique. La procédure a débute par deux tournois régionaux, aux Caraïbes (premiers matches de toutes les qualifications en avril 2008) et Amérique du Sud.
Liste des participants aux qualifications :
| - Bahamas - Barbade - Bermudes - Brésil - Canada - Chili |  | - Colombie - États-Unis - Guyana - Îles Caïmans - Jamaïque - Mexique |  | - Paraguay - Pérou - Saint-Vincent-et-les-Grenadines - Trinité-et-Tobago - Uruguay - Venezuela |

Le Canada et les États-Unis sont qualifiés, l'Uruguay est en barrages.

### Asie
Les équipes de la zone Asie s’affrontent dans une phase de qualification organisée en trois tours. Le tour final est le tournoi des Cinq Nations Asiatiques 2010. Le vainqueur est qualifié pour l'épreuve finale, tandis que le finaliste dispute des barrages contre une équipe américaine, une équipe européenne et une équipe africaine
Liste des participants aux qualifications :
| - Corée du Sud - Golfe Persique - Hong Kong - Inde |  | - Japon - Kazakhstan - Malaisie - Pakistan |  | - Sri Lanka - Taipei chinois - Thaïlande |

Le Japon est qualifié et le Kazakhstan dispute les barrages.

### Europe
Les qualifications de la zone Europe sont simplifiés par rapport à l’édition précédente. Les six équipes du Tournoi des Six Nations (Angleterre, France, Écosse, Irlande, Italie, pays de Galles) sont automatiquement qualifiés. Les 31 autres équipes s'affrontent dans une phase de qualification organisée en deux tours. Les deux premiers de la Première division du Championnat des nations 2010 se qualifient directement pour la phase finale. Le troisième dispute un tournoi de qualification contre le vainqueur de la Division 2, ainsi que les premiers des classements des Divisions 2B, 3A, 3B et 3C à la fin de la saison 2008-2009. Le premier de ce tournoi dispute un tournoi de repêchage contre une équipe américaine, une asiatique et une africaine.
Liste des participants aux qualifications :
| - Allemagne - Andorre - Arménie - Autriche - Belgique - Bulgarie - Croatie - Danemark - Espagne - Finlande |  | - Géorgie - Grèce - Hongrie - Israël - Lituanie - Lettonie - Luxembourg - Malte - Moldavie - Norvège |  | - Pays-Bas - Pologne - Portugal - Slovénie - Suède - Suisse - Roumanie - République tchèque - Russie - Serbie - Ukraine |

La Géorgie et la Russie sont qualifiées, la Roumanie va en barrages.

### Océanie
L’Australie, la Nouvelle-Zélande, les  Fidji et les Tonga sont automatiquement qualifiées. Le dernier qualifié est l'équipe des Samoa, vainqueur d’un barrage contre la Papouasie-Nouvelle-Guinée, lauréat de la Coupe d'Océanie.
Liste des participants aux qualifications
| - Îles Cook - Îles Salomon |  | - Niue - Papouasie-Nouvelle-Guinée |  | - Tahiti - Vanuatu - Samoa |

Les Samoa sont qualifiées.

### Repêchage
La dernière place qualificative pour la Coupe du monde se dispute entre quatre nations : 
- Uruguay, 3e de la zone Amériques
- Tunisie, 2e de la zone Afrique
- Kazakhstan, 2e de la zone Asie
- Roumanie, 3e de la zone Europe

En demi-finale, le 17 juillet 2010, les qualifiés de la zone Afrique et de la zone Europe s'affrontent sur le territoire du pays le mieux classé au classement IRB. Les pays de la zone Asie et de la zone Amériques font de même ce jour-là. La finale a lieu en matches aller-retour le 13 et le 27 novembre 2010.
La Roumanie est qualifiée.